# Weltjugendtag 1987
Der Weltjugendtag 1987 fand zwischen 6. und 12. April 1987 in Buenos Aires, Argentinien statt. Es war der zweite offizielle Weltjugendtag und war der erste, der außerhalb von Rom stattfand. Er fand unter Leitung von Papst Johannes Paul II. statt.

## Ankündigung und Thema
Am 8. Juni 1986 gab Johannes Paul II. bekannt, dass der zweite Weltjugendtag in Buenos Aires stattfinden wird.
Das Motto stammt aus dem 1. Brief des Johannes 4,16: „Und wer in der Liebe bleibt, bleibt in Gott und Gott bleibt in ihm“.
Die Hymne hieß „a nuevo sol“ („eine neue Sonne“).

## Ablauf
Der Weltjugendtag fand im Rahmen eines Papstbesuches in Uruguay und Argentinien, welche vom 31. März bis 12. April 1987 dauerte, statt. In Argentinien kam er am 6. April 1987 an.

### 11. April
Die Eröffnungsmesse fand am 11. April 1987 in der Basilika von Luján statt. Die Vigil vor der Abschlussmesse war in die drei Abschnitte Argentinien, Lateinamerika und die Welt eingeteilt. Zu jedem Abschnitt gab es eine Botschaft.

### 12. April
Die Abschlussmesse vor dem Obelisk von Buenos Aires fand am Palmsonntag, dem 12. April 1987, statt und wurde von über einer Million Menschen besucht. Es war das erste Mal, dass ein Papst in der Neuzeit einen Palmsonntag außerhalb Roms verbrachte.

## Publikum
Mehr als eine Million Menschen aus aller Welt versammelt sich an der Avenida 9 de Julio in der argentinischen Hauptstadt. Die zentrale Veranstaltung fand am Plaza de Constitución, einen der größten Plätze der argentinischen Hauptstadt statt.

## Das Kreuz
Das Kreuz der Weltjugendtage ist ein 3,8 Meter hohes hölzernes Kruzifix und wurde der Jugend der Welt am Ende des Heiligen Jahres mit den Worten: „Nehmt es für die Welt als ein Zeichen der Leibe Christ“ übergeben. Zum ersten Mal war das Kreuz außerhalb von Rom als Zeichen des Weltjugendtages.